# رايموند إل. ونايت
رايموند إل. ونايت (بالإنجليزية: Raymond L. Knight)‏ هو طيار أمريكي، ولد في 15 يونيو 1922 في تكساس في الولايات المتحدة، وتوفي في 25 أبريل 1945 في أبينيني في إيطاليا.